# Николаевский сельский совет (Бурынский район)
Николаевский сельский совет (укр. Миколаївська сільська рада) — входит в состав
Бурынского района
Сумской области
Украины.
Административный центр сельского совета находится в 
с. Николаевка
.

## Населённые пункты совета
- с. Николаевка
- с. Бошевка